# Rana aurora
Rana aurora is een kikker uit de familie echte kikkers (Ranidae). Er is nog geen Nederlandse naam voor deze soort, die in het Engels roodpootkikker wordt genoemd. De soort werd voor het eerst wetenschappelijk beschreven door Spencer Fullerton Baird en Charles Frédéric Girard in 1852. Later werd de wetenschappelijke naam Rana temporaria aurora gebruikt.

## Beschrijving
De kleur is bruin maar varieert van donker grijsbruin tot geelbruin, de twee huidplooien aan weerszijden van de rug zijn goed zichtbaar. De soort lijkt sprekend op de Europese bruine kikker (Rana temporaria), maar komt alleen voor aan de andere kant van de Atlantische Oceaan. Ook blijft de soort met maximaal 8,5 centimeter kleiner. Rana aurora is echter makkelijk te onderscheiden aan de rode tot roze onderzijde van de poten, en heeft een bruine, driehoekige oogvlek. Onder het oog loopt een lichte streep naar de voorpoten net iets boven de bek. De kikkervisjes kunnen een lengte van acht centimeter bereiken.
Een ondersoort van Rana aurora is Rana a. draytonii, die ook wel als aparte soort wordt gezien. Deze ondersoort verschilt in de structuur van de huid, de tekening is iets anders en de kikker wordt veel groter tot 14 centimeter.

## Algemeen
Rana aurora leeft in Noord-Amerika, van zuidwest British Columbia in Canada naar het noorden van Californië in de Verenigde Staten. De kikker is niet kieskeurig wat biotoop betreft, als het maar niet te droog is en een bladerlaag om in te schuilen en te jagen. Voor de voortplanting worden zowel grote als kleine poelen en stilstaand tot langzaam stromend water als eierafzet uitgekozen. De rest van het jaar is de soort voornamelijk op het land te vinden waar gejaagd wordt op insecten en andere ongewervelden. Het duurt 2 jaar voor het mannetje geslachtsrijp is, een vrouwtje kost het drie jaar. De kikker kan 8 à 9 jaar oud worden.